# Frédéric Herpoel
Frédéric Herpoel (født 16. august 1974 i Mons, Belgien) er en tidligere belgisk fodboldspiller (målmand).
Herpoel spillede hele karrieren i hjemlandet, hos henholdsvis Anderlecht, Gent og Mons. Længst tid tilbragte han hos Genk, hvor han i 2006 var med til at vinde Intertoto Cuppen. I 2004 blev han kåret til Årets målmand i belgisk fodbold.
Herpoel spillede desuden syv kampe for det belgiske landshold. Han var en del af det belgiske hold til både EM i 2000 og VM i 2002, men kom ikke på banen i nogen af turneringerne.